# Ceriana macquarti
Ceriana macquarti är en tvåvingeart som först beskrevs av Shannon 1925.  Ceriana macquarti ingår i släktet griffelblomflugor, och familjen blomflugor. Inga underarter finns listade i Catalogue of Life.